# Marcelo Rossi
Marcelo Mendonça Rossi, mais conhecido como Padre Marcelo Rossi (São Paulo, 20 de maio de 1967), é um sacerdote católico, cantor e escritor brasileiro, conhecido pelo trabalho de evangelização que realiza através dos meios de comunicação. Conhecido por sua atuação mediática na divulgação do catolicismo, ajudou na divulgação de música religiosa do movimento Renovação Carismática Católica (RCC).
Nascido em uma família católica de classe média, foi criado no bairro de Santana, São Paulo, juntamente com sua família. Seu pai trabalhou durante anos como gerente de banco, e sua mãe era dona de casa. Aos 16 anos decidiu não frequentar mais a igreja. Em 1986 serviu ao Exército na 1ª Cia do 2º Batalhão de Guardas de São Paulo (como armeiro). Aos 22 anos formou-se em Educação Física pela Faculdades Integradas de Santo André (FEFISA). Nesta mesma perdeu um primo em um acidente de carro e descobriu que uma tia tinha um tumor maligno na cabeça. Estes dois traumas familiares levaram-no ao retorno à Igreja. Marcelo começou a participar das atividades paroquianas e, um ano depois, inspirado em uma minissérie sobre a vida do Papa João Paulo II, decidiu dedicar-se ao sacerdócio. Formou-se em teologia pela Universidade Nossa Senhora Assunção e em filosofia pela Faculdade Salesiana de Lorena. Foi ordenado padre no dia 1° de dezembro de 1994.
Como sacerdote, tornou-se um fenômeno de mídia e cultura de massas no fim dos anos 1990. É o maior fenômeno artístico cristão da América Latina, com mais de 11 milhões de CDs vendidos ao longo de sua carreira. Ficou muito conhecido pela forma como adota danças e coreografias típicas do movimento RCC e pela publicidade de seus trabalhos – CDs, DVDs, cinema e televisão. Cantando, dançando e fazendo coreografias em missas e programas de televisão, se propõe a divulgar a Igreja Católica de uma maneira moderna. Suas missas a céu aberto atraem milhares de fiéis. Desde 2001 apresenta ao vivo a Santa Missa em Seu Lar, transmitida pela Rede Globo. Também celebra a Missa do Santuário Mãe de Deus pela Rede Vida, e na emissora supracitada também apresenta o programa Terço Bizantino. É bastante popular entre os católicos carismáticos. Todavia, alguns católicos tradicionais têm restrições a algumas de suas práticas – bem como a certas práticas da própria Renovação Carismática Católica. Seu estilo já foi criticado por alguns setores da Igreja no Brasil.
Como cantor já gravou múltiplos discos desde 1998. Em 2001 foi lançado o álbum Paz, pela Universal Music, o oitavo mais vendido daquele ano e indicado ao Grammy Latino de 2002. Anjos (2002), pela Sony Music, foi o décimo quarto álbum mais vendido daquele ano. Em 2006 foi lançado Minha Benção pela Sony BMG, o álbum mais vendido do ano, recebendo uma certificação de diamante e três de platina. Também foi o álbum mais vendido de 2007. No mesmo ano, foi lançado Momento de Fé para uma Vida Melhor, décimo segundo mais vendido daquele ano. Em 2008, dois foram os álbuns que alcançaram posições entre os mais vendidos: Paz Sim, Violência Não - Volume 1, e Paz Sim, Violência Não - Volume 2, alcançando a segunda e a sexta posição, respectivamente, entre os mais vendidos daquele ano, além de múltiplas certificações de platina dupla e tripla. O DVD Paz Sim, Violência Não foi o mais vendido do ano, segundo dados da Associação Brasileira de Produtores de Disco (ABPD), recebendo a certificação de platina dupla. Como autor escreveu Ágape, obra com mais de 10 milhões de exemplares vendidos, e Kairós, com mais de 2 milhões exemplares. Toda a renda dos livros é revertida para a construção do Santuário Mãe de Deus Theotókos. Em 21 de outubro de 2010, recebeu do Papa Bento XVI o "Prêmio Cardeal Văn Thuận — Solidariedade e Desenvolvimento 2010" como reconhecimento pela sua dedicação ao catolicismo como evangelizador moderno.
Em 2020, foi novamente indicado ao Grammy Latino com o álbum "Maria passa à frente" mas não venceu. Padre Marcelo é descendente de Joaquina do Pompeu e Capitão Inácio de Oliveira Campos. Joaquina foi a matriarca do centro-oeste mineiro, a heroína mineira da independência. Capitão Inácio foi capitão-mor responsável por conter o contrabando de ouro e diamante pelas estradas das Gerais. A família de capitão Inácio tem ligação com os bandeirantes fundadores de Pitangui.

## Formação acadêmica e premiações
- Formado em Educação Física pela FEFISA em 1988[carece de fontes?]
- Formado em Filosofia pela Faculdade Salesiana de Lorena em 1990
- Formado em Teologia pela Universidade Nossa Senhora da Assunção em 1994
- Ordenado Sacerdote em 1994
- Prêmio Grammy Latino de melhor álbum cristão com o CD "Paz" em 2002
- "Prêmio Cardeal Văn Thuận" entregue pelo Papa Bento XVI em 2010

## Carreira
No final da década de 1990, o número de pessoas que procuravam as celebrações do Padre Marcelo era tão grande, que os fiéis lotavam a Igreja do Perpétuo Socorro, na Av. Mascote em São Paulo e rapidamente a avenida e ruas adjacentes eram completamente tomadas pelos frequentadores, a ponto de ser necessária a interrupção do trânsito na região. Logo o Padre Marcelo foi pressionado a encontrar um local maior para a celebração de suas missas e, consequentemente, levado a concretizar iniciativas que marcariam a história do País.

### Sou Feliz por Ser Católico
No dia 2 de Novembro de 1997, um evento chamado: “Sou Feliz por ser católico”, colocou o Padre Marcelo Rossi diante de uma multidão pela primeira vez. Setenta mil fiéis louvaram, cantaram e oraram com o Padre no Estádio do Morumbi, em São Paulo.

### Saudade Sim, Tristeza Não
Em 1999, também em um dia 2 de Novembro, dia de Finados, é realizado o primeiro evento “Saudade Sim, Tristeza Não”, na Avenida Eugênio Estevoux, em frente ao então Santuário do Terço Bizantino. A celebração que contou com a presença de artistas como Sérgio Reis, Agnaldo Rayol, Sandy e Junior, Chitãozinho e Xororó e Roberto Carlos, reuniu cerca de 600 mil pessoas, foi transmitida integralmente pela Rede Globo de televisão e parou a cidade de São Paulo. As imagens do helicóptero mostravam uma imensa cruz formada pelo público que lotou as ruas adjacentes ao santuário.
Devido a grande proporção que o evento do Dia de Finados tomou, no ano 2000 o evento “Saudade Sim, Tristeza Não” foi transferido para o Autódromo de Interlagos. Para a surpresa de todos, o autódromo recebeu um público estimado em 2 milhões e 400 mil pessoas. Se apresentaram no evento o cantor Agnaldo Rayol, o grupo Fat Family e as duplas Chitãozinho e Xororó e Sandy e Júnior. Em 2007, novamente o autódromo de Interlagos recebeu uma edição do evento. Novamente cerca de 2 milhões de pessoas compareceram, rezaram e louvaram com o Padre. O cantor Jair Rodrigues, a dupla Chitãozinho e Xororó e o grupo KLB, estavam entre os participantes.

### Unidos Venceremos a Violência
Como a grande maioria dos garotos brasileiros, o jovem Marcelo sempre gostou muito de esportes. Filho de mãe são paulina e pai corintiano, pendeu para o lado do S. Antônio e acompanhava com o pai, os jogos do Corinthians no Estádio do Pacaembú aos domingos de tarde. Sempre preocupado com a juventude, no ano de 2006 encabeçou um evento em prol da paz nos estádios de futebol no Brasil e no mundo, o “Unidos Venceremos a Violência”. No Estádio do Morumbi, em São Paulo, aconteceu no dia 21 de abril, uma grande festa que começou com a Santa Missa celebrada pelo Padre Marcelo e pelo Bispo D. Fernando Figueiredo, marcada por muita emoção devido a morte horas antes do ex-técnico de futebol Telê Santana. Após a missa, shows de Agnaldo Rayol, da dupla Rio Negro e Solimões e Xuxa. Em seguida um jogo que reuniu craques que ainda atuavam e outros que já haviam encerrado a carreira, formando os times “Paz” e “Amor”. Participaram daquela partida Rogério Ceni, Diego Lugano, Fabão, Bosco, Neto, Ademir da Guia, Basílio, Zé Sérgio, Vladimir, Viola, Zetti, Souza, entre outros, o Padre Marcelo foi o goleiro de uma das equipes. Ao final do jogo outro show, desta vez com Ivete Sangalo. Incentivadas pelo Padre, as 70 mil pessoas que lotaram o estádio foram vestindo a camisa de seus clubes de coração, o que proporcionou ver camisas de todos os clubes do Brasil, juntas cantando e orando pela Paz.

### Paz Sim, Violência Não
Em 2008 o ápice dos eventos campais aconteceu na vida do Padre Marcelo, a sociedade perplexa diante de crimes clamava pela paz e o Padre Marcelo organizou um evento batizado “Paz Sim, Violência Não”. Novamente o Autódromo de Interlagos foi o local escolhido para abrigar os fiéis que pediam paz e entendimento entre todos. Um palco de 400 metros foi erguido no Autódromo, com um cenário inspirado nas grandes catedrais góticas da Europa e durante quase todo o dia, muitos artistas cantaram e rezaram com o sacerdote. Participaram da celebração: o cantor Belo, a banda Anjos de Resgate, o cantor Sergio Reis, a dupla Rick e Renner, a apresentadora Hebe Camargo, a cantora Ivete Sangalo, a apresentadora Xuxa, o Maestro João Carlos Martins, o cantor Daniel, a dupla Zezé di Camargo e Luciano, a dupla Chitãozinho e Xororó, a dupla Edson e Hudson, a dupla Bruno e Marrone, o cantor Leonardo, a dupla Pedro e Thiago, o cantor Maurício Manieri, a cantora Alcione, a cantora Adriana, o grupo KLB, o cantor Paulo Ricardo, o Padre Fabio de Melo e a cantora Claudia Leitte. Segundo a SPTuris (São Paulo Turismo) e a Polícia Militar do Estado de São Paulo, por volta de 3 milhões de pessoas compareceram no local. A decoração do palco em forma de uma catedral, contava ainda com dois telões de alta definição.

## Polêmicas

### Jorge Lafond
No ano de 2002 foi publicado pela imprensa que o padre Marcelo Rossi teria solicitado ao apresentador Gugu Liberato que o humorista Jorge Lafond fosse retirado do palco para que pudesse se apresentar, em uma situação atípica, no dia 10 de novembro de 2002. Lafond havia sido convidado para participar do quadro Homens vs. Mulheres no programa Domingo Legal, no SBT. Caracterizado de Vera Verão, Lafond integrava o lado feminino da disputa.
Conforme alguns órgãos de imprensa Lafond teria sido retirado do palco após um pedido do padre Marcelo Rossi, que se apresentaria dali a alguns minutos. Enquanto aguardava nos bastidores a produção solicitou insistentemente que retornasse ao palco pois o padre já havia saído. Porém constrangido e amargurado com a situação não voltou. Numa entrevista à Revista Quem, padre Marcelo relatou o incidente negando ter discriminado Jorge Lafond e que só tomou conhecimento do incidente depois de sua morte.

### Acusação de plágio de "Noites Traiçoeiras"
Marcelo Rossi foi acusado de plágio em 2009. Os websites protestantes Gospel Mais e Folha Gospel e o portal de notícias Cidade Verde divulgaram a notícia de que a justiça teria reconhecido a pastora e cantora Marinalva Santos como a autora de "Noites Traiçoeiras", canção gravada pelo padre. A notícia afirmava que todos os direitos autorais pertenceriam à cantora.
No entanto, a Associação Brasileira de Música e Artes negou que a cantora Marinalva Santos fosse a autora de "Noites Traiçoeiras. A acusadora passou a ser ré em um processo movido pelos representantes do verdadeiro autor da canção, Carlos Papae.

### Acusação de plágio do "Livro Ágape"
Em 2019 o Padre foi novamente acusado de plágio, mas em referência ao livro Ágape. O livro chegou a ter sua comercialização suspensa. A polícia realizou uma investigação e concluiu que a acusação era falsa e o Padre Marcelo Rossi estava sendo vítima de estelionato.
Com isso, a acusadora foi presa, juntamente com mais duas pessoas, indiciada por utilização de documento fraudado, formação de quadrilha, denunciação caluniosa e estelionato. O Padre Marcelo Rossi foi inocentado da acusação de plágio (Fonte Jornal Extra / Programa Fantástico).

### Atentado
Em 2019, durante uma missa em Cachoeira Paulista, uma mulher furou a segurança, invadiu o palco durante a celebração que acontecia na Canção Nova e empurrou o padre de cima da estrutura. Pelo menos 50 mil pessoas participavam da celebração. Apesar da queda, o padre voltou ao palco minutos depois e continuou a celebração. De acordo com a Polícia Militar, a mulher foi encaminhada para a delegacia de Lorena e prestou depoimento. A PM informou que a ocorrência foi feita pela Canção Nova porque o padre Marcelo Rossi decidiu não registrar a agressão. Os acompanhantes informaram à PM que ela sofre de transtornos mentais.
Em nota, a Canção Nova informou que lamenta o incidente ocorrido com o padre Marcelo Rossi durante a missa e informou que ele foi atendido pela equipe médica do evento e, após ser liberado, seguiu com a celebração até o fim.

## Rádio
Durante a década de 1990, comandou seu programa na Rádio América de São Paulo. Em 1997, era líder de audiência no período noturno em São Paulo. Suas missas dominicais eram exibidas na Rádio Jovem Pan. O sucesso fez o programa ser exibido pela manhã. O sacerdote deixou a emissora em 2001 ao perceber que no intervalo de seu programa foi exibido um comercial do Ministério da Saúde sobre o uso da camisinha. O padre comandava o seu programa à distância, pois estava na Bahia para divulgar seu novo CD. Ao perceber a exibição do comercial, desligou o telefone e saiu do ar. Na manhã do dia 20 de dezembro, anunciou aos ouvintes que estava sendo demitido da Rádio América após seis anos. Depois, divulgou nota de que não havia concordado com a decisão da emissora em "veicular comerciais que vão contra os preceitos da Igreja Católica".
Padre Marcelo ingressou na Rádio Globo em 2002, trazendo a filial paulista de volta para a liderança na faixa AM. Comandou entre 2002 e 2015 das 9 às 10 horas de segunda a sábado o "Programa Momento de Fé" - considerado por muitos comunicadores como um fenômeno de audiência do rádio moderno, com mais de 3 milhões de ouvintes/minuto em todo o país. Em janeiro de 2015 a emissora ofereceu ao padre o horário das 5 às 6 da manhã mas a princípio não aceitou. Em dezembro de 2015, foi anunciada a demissão mas voltou atrás. Em junho de 2017, foi anunciado que o programa é exibido entre 0h e 1h da manhã  Em 2018, o programa passou a ir das 5h às 6h. No dia 17 de Junho de 2019, após 17 anos na Rádio Globo, Padre Marcelo Rossi, decide ir para a Rádio Capital e Rádio Catedral e pelas emissoras retransmissoras, onde estreou seu novo programa "No Colo de Jesus e de Maria", que é transmitido das 8h às 9h. Em 20 de maio de 2024, o programa passou a se chamar "Nosso Momento de Fé", no início, seguindo nas mesmas emissoras depois apenas na Rádio Catedral no mesmo horário.

## Discografia

### Álbuns solo de estúdio
| Ano             | Álbum                           | Gravadora                    | Certificação (PMB)               | Vendas Totais                |
| --------------- | ------------------------------- | ---------------------------- | -------------------------------- | ---------------------------- |
| 1998            | Músicas para Louvar ao Senhor   | Polygram do Brasil           | 3× Diamante                      | 3 328 468 cópias             |
| 1999            | Um Presente para Jesus          | Universal Music              | 1× Diamante                      | 1 100 000 cópias             |
| 2000            | Canções para um Novo Milênio    | Universal Music              | Platina                          | 250 000 cópias               |
| 2001            | Paz                             | Universal Music              | Platina                          | 500 000 cópias               |
| 2002            | Anjos                           | Sony Music                   | Platina                          | 250 000 cópias               |
| 2003            | Maria, Mãe do Filho de Deus     | Sony Music                   | Platina                          | 250 000 cópias               |
| 2006            | Minha Benção                    | Sony BMG                     | 2× Diamante                      | 1 340 000 cópias             |
| 2008            | Paz Sim, Violência Não - Vol.1  | Sony BMG Music Entertainment | 3× Platina (CD) 2× Platina (DVD) | 400 000 cópias               |
| 2008            | Paz Sim, Violência Não - Vol. 2 | Sony BMG Music Entertainment | 2× Platina                       | 160 000 cópias               |
| 2011            | Ágape Musical                   | Sony Music Entertainment     | 5× Diamante                      | 1 900 000 cópias             |
| 2012            | Ágape Amor Divino               | Sony Music Entertainment     | Diamante, Diamante               | 700 000 cópias               |
| 2013            | Já Deu Tudo Certo               | Sony Music Entertainment     |                                  | 450 000 cópias               |
| 2014            | O Tempo de Deus                 | Sony Music Entertainment     |                                  | 1 100 000 cópias             |
| 2017            | Imaculada - Ao Vivo             | Sony Music Entertainment     |                                  | 225 000 cópias               |
| Total de Vendas | Total de Vendas                 | Total de Vendas              | mais de 18 milhões de cópias     | mais de 18 milhões de cópias |

## Singles

### Discografia completa
- 1997 — Rezando com Padre Marcelo
- 1997 — Terço Bizantino
- 1998 — Músicas para louvar ao Senhor
- 1998 — Canciones para alabar al Señor
- 1999 — Um presente para Jesus
- 1999 — Salmos (box com 6 CDs)
- 1999 — Salmos Temáticos
- 2000 — Millenium (coletânea)
- 2000 — Canções para um novo milênio
- 2001 — Para Crianças (coletânea)
- 2001 — Paz
- 2002 — Celebração da Vida (coletânea)
- 2002 — Sem Limite (coletânea)
- 2002 — Anjos
- 2003 — Maria, Mãe do Filho de Deus
- 2003 — Jesus é o Rei
- 2006 — Novo Millenium (coletânea)
- 2006 — Minha Benção
- 2006 — Sem limite Nova edição (coletânea)
- 2007 — Maxximum
- 2007 — Momento de Fé para uma Vida Melhor - Em 16 volumes:
  - Momento de fé – volume 1 - (Depressão, provações e fé)
  - Momento de fé – volume 2 - (Liberação do vício, Paz e Harmonia do lar)
  - Momento de fé – volume 3 - O Rosário
  - Momento de fé – volume 4 - O Cerco de Jericó
  - Momento de fé – volume 5 - A Via Sacra
  - Momento de fé – volume 6 - (Ressentimento, mágoa, perdão)
  - Momento de fé – volume 7 - (Paz, proteção em Deus)
  - Momento de fé – volume 8 - (Maldade humana, misericórdia divina)
  - Momento de fé – volume 9 - (Amar a Deus sobre todas as coisas e ao próximo como a si mesmo)
  - Momento de fé – volume 10 - (Anjos e Arcanjos)
  - Momento de fé – volume 11 - (Avós, pais e filhos)
  - Momento de fé – volume 12 - (Fanatismo, Discriminação, Tolerância)
  - Momento de fé – volume 13 - (Influência dos antepassados na nossa vida e nossa família)
  - Momento de fé – volume 14 - (Crianças, Adolescentes, Jovens, Adultos, Terceira Idade)
  - Momento de fé – volume 15 - (Dons de santificação, sabedoria, entendimento, conselho, fortaleza, ciência, piedade, santo temor de Deus)
  - Momento de fé – volume 16 - (Educadores, professores, catequistas)
- 2007 — Momentos de fé para uma vida melhor edição de Natal
- 2008 — Paz Sim, Violência Não - Vol.1
- 2008 — Paz Sim, Violência Não - Vol.2
- 2010 — Seleção Essencial - Grandes Sucessos (coletânea)
- 2011 — Ágape Musical
- 2012 — Ágape Amor Divino
- 2013 — Já Deu Tudo Certo - EP
- 2014 — O Tempo de Deus
- 2014 — Mega Hits (coletânea)
- 2017 — Luz Divina - Grandes Momentos (coletânea)
- 2017 — Imaculada

## Filmografia

### Televisão
- 2009 — A Turma do Didi (ele mesmo/participação especial)

### Filmes
- 2003 — Maria, Mãe do Filho de Deus (Anjo Gabriel/ele mesmo)
- 2004 — Irmãos de Fé

### Shows, clipes, mensagens
- 2000 — Um Presente pra Jesus
- 2001 — Paz
- 2007 — Momentos de Paz para uma vida melhor Edição de Natal
- 2008 — Paz Sim, Violência Não - Vol.1
- 2008 — Paz Sim, Violência Não - Vol.2
- 2012 — Ágape Amor Divino